# Terrasson-Lavilledieu
Terrasson-Lavilledieu è un comune francese di 6 339 abitanti situato nel dipartimento della Dordogna nella regione della Nuova Aquitania.

## Società

### Evoluzione demografica
Abitanti censiti

## Amministrazione

### Gemellaggi
- Wiesbaden-Bierstadt, dal 1991
- Bodegraven, dal 1992
- Theux, dal 1994